# Antonio Salandra
Antonio Salandra (13 d'agost, 1853 a Troia, Província de Foggia - 9 de desembre, 1931 a Roma) va ser un polític conservador italià que va ocupar el càrrec de Primer Ministre d'Itàlia entre 1914 i 1916. Es va graduar en la Universitat de Nàpols el 1875 i després es va convertir en instructor i professor en la Universitat de Roma.

## Treballs i llibres escrits
- Il divorzio in Italia, Roma, Forzani e C., 1882
- Codice della giustizia amministrativa, Torí, Unione tipografica editrice, 1893
- Tratto della giustizia amministrativo, 1904
- La politica nazionale e il Partito liberale, Milà, Treves, 1912
- Lezioni di diritto amministrativo, dos volums, 1912
- Corso di diritto amministrativo, Roma, Athenaeum, 1915
- Politica e legislazione. Saggi, Bari, Laterza & Figli, 1915
- Il discorso contro la malafede tedesca, 1915
- I discorsi della guerra. Con alcune note, Milà, Treves, 1922
- La neutralità italiana, 1914. Ricordi e pensieri, Milà, Mondadori, 1928
- L'intervento. 1915. Ricordi e pensieri, Milà, Mondadori, 1930
- Benemerenze e direttive del partito liberale, Lucera, Scepi, 1944
- Memorie politiche. 1916-1925, Milano, Garzanti, 1951; Reggio Calabria, Parallelo 38, 1975
- Il diario di Salandra, Milà, Pan, 1969
- Discorsi parlamentari, 3 vol. Roma, C. Colombo, 1969
- I retroscena di Versailles, Milà, Pan, 1971